# Liste des circonscriptions électorales du Northamptonshire
Le comté du Northamptonshire
est divisé en 7 circonscriptions parlementaires : 2 Borough constituencies et 5 County constituencies.

## Circonscriptions
- † Conservateur
- ‡ Travailliste
- ¤ Libéral-démocrate

| Circonscriptions          | Électeur | Majorité | Membre du Parlement | Membre du Parlement | Opposition | Opposition     | Map |
| ------------------------- | -------- | -------- | ------------------- | ------------------- | ---------- | -------------- | --- |
| Corby CC                  | 83,020   | 2,690    |                     | Tom Pursglove       |            | Beth Miller    |     |
| Daventry CC               | 75,268   | 21,734   |                     | Chris Heaton-Harris |            | Aiden Ramsey   |     |
| Kettering CC              | 71,440   | 10,562   |                     | Philip Hollobone    |            | Mick Scrimshaw |     |
| Northampton North BC      | 58,861   | 807      |                     | Michael Ellis       |            | Sally Keeble   |     |
| Northampton South BC      | 61,776   | 1,159    |                     | Andrew Lewer        |            | Kevin McKeever |     |
| South Northamptonshire CC | 85,759   | 22,840   |                     | Andrea Leadsom      |            | Sophie Johnson |     |
| Wellingborough CC         | 79,254   | 12,460   |                     | Peter Bone          |            | Andrea Watts   |     |

## Changements de limites
| Nom | Ancienne limites                                 |
| --- | ------------------------------------------------ |
| 1. Corby CC 2. Daventry CC 3. Kettering CC 4. Northampton North BC 5. Northampton South BC 6. Wellingborough CC | Parliamentary constituencies in Northamptonshire |

La commission de délimitation des circonscriptions a recommandé que le comté soit
divisé en 7 circonscriptions au lieu de 6 précédemment.
Ces changements ont été mis en œuvre pour les élections générales de 2010.
| Nom proposé. | limites actuelles                                   |
| --- | --------------------------------------------------- |
| 1. Corby CC 2. Daventry CC 3. Kettering CC 4. Northampton North BC 5. Northampton South BC 6. South Northamptonshire CC 7. Wellingborough CC | Proposed Revised constituencies in Northamptonshire |

## Résultats

Fev 1974
Oct 1974
1979
1983
1987
1992
1997
2001
2005
2010
2015
2017

## Représentation historique par parti
Une cellule marquée → (avec un fond de couleur différente de la cellule précédente) indique que le MP précédent a continué à siéger avec un nouveau parti.

### 1885 à 1918
| Circonscription        | 1885                  | 1886       | 89         | 91         | 1892       | 1895            | 1900               | 1906      | Jan 1910   | Dec 1910   | 17         | 18         |
| ---------------------- | --------------------- | ---------- | ---------- | ---------- | ---------- | --------------- | ------------------ | --------- | ---------- | ---------- | ---------- | ---------- |
| Northampton            | Labouchère            | Labouchère | Labouchère | Labouchère | Labouchère | Labouchère      | Labouchère         | Paul      | Lees-Smith | Lees-Smith | Lees-Smith | Lees-Smith |
| Northampton            | Bradlaugh             | Bradlaugh  | Bradlaugh  | Manfield   | Manfield   | Drucker         | Shipman            | Shipman   | McCurdy    | McCurdy    | McCurdy    | McCurdy    |
| Northamptonshire East  | Channing              | Channing   | Channing   | Channing   | Channing   | Channing        | Channing           | Channing  | Channing   | Money      | Money      | →          |
| Northamptonshire Mid   | Spencer               | Spencer    | Spencer    | Spencer    | Spencer    | Pender          | Spencer            | Manfield  | Manfield   | Manfield   | Manfield   | Manfield   |
| Northamptonshire North | Cecil                 | Cecil      | Cecil      | Cecil      | Cecil      | Monckton        | Stopford-Sackville | Nicholls  | Brassey    | Brassey    | Brassey    | Brassey    |
| Northamptonshire South | Knightley             | Knightley  | Knightley  | Knightley  | Guthrie    | Douglas-Pennant | FitzRoy            | Grove     | FitzRoy    | FitzRoy    | →          | →          |
| Peterborough           | Wentworth-FitzWilliam | →          | Morton     | Morton     | Morton     | Purvis          | Purvis             | Greenwood | Greenwood  | Greenwood  | Greenwood  | Greenwood  |

### 1918 à 1950
| Circonscription | 1918     | 1922        | 1923      | 1924                 | 28                   | 1929     | 1931                 | 1935                 | 40      | 43                   | 1945                 |
| --------------- | -------- | ----------- | --------- | -------------------- | -------------------- | -------- | -------------------- | -------------------- | ------- | -------------------- | -------------------- |
| Daventry        | FitzRoy  | FitzRoy     | FitzRoy   | FitzRoy              | →                    | →        | →                    | →                    | →       | R, Manningham-Buller | R, Manningham-Buller |
| Kettering       | Waterson | Parker      | Perry     | M. Manningham-Buller | M. Manningham-Buller | Perry    | Eastwood             | Eastwood             | Profumo | Profumo              | Mitchison            |
| Northampton     | McCurdy  | McCurdy     | Bondfield | Holland              | Malone               | Malone   | M. Manningham-Buller | M. Manningham-Buller | Summers | Summers              | Paget                |
| Peterborough    | Brassey  | Brassey     | Brassey   | Brassey              | Brassey              | Horrabin | Cecil                | Cecil                | Cecil   | Hely-Hutchinson      | Tiffany              |
| Wellingborough  | Smith    | Shakespeare | Cove      | Cove                 | Cove                 | Dallas   | James                | James                | James   | James                | Lindgren             |

### 1950 à 1983
| Circonscription                          | 1950              | 1951              | 1955              | 1959              | 62        | 1964       | 1966       | 69         | 1970       | Fev 1974                                | Oct 1974                                | 1979                                    |
| ---------------------------------------- | ----------------- | ----------------- | ----------------- | ----------------- | --------- | ---------- | ---------- | ---------- | ---------- | --------------------------------------- | --------------------------------------- | --------------------------------------- |
| Kettering                                | Mitchison         | Mitchison         | Mitchison         | Mitchison         | Mitchison | de Freitas | de Freitas | de Freitas | de Freitas | de Freitas                              | de Freitas                              | Homewood                                |
| Northampton / Northampton North (1974)   | Paget             | Paget             | Paget             | Paget             | Paget     | Paget      | Paget      | Paget      | Paget      | Colquhoun                               | Colquhoun                               | Marlow                                  |
| Wellingborough                           | Lindgren          | Lindgren          | Lindgren          | Hamilton          | Hamilton  | Howarth    | Howarth    | Fry        | Fry        | Fry                                     | Fry                                     | Fry                                     |
| Peterborough                             | Nicholls          | Nicholls          | Nicholls          | Nicholls          | Nicholls  | Nicholls   | Nicholls   | Nicholls   | Nicholls   | Transféré à Huntingdon and Peterborough | Transféré à Huntingdon and Peterborough | Transféré à Huntingdon and Peterborough |
| Northamptonshire South / Daventry (1974) | Manningham-Buller | Manningham-Buller | Manningham-Buller | Manningham-Buller | Jones     | Jones      | Jones      | Jones      | Jones      | Jones                                   | Jones                                   | Prentice                                |
| Northampton South                        |                   |                   |                   |                   |           |            |            |            |            | Morris                                  | Morris                                  | Morris                                  |

### 1983 à aujourd’hui
| Circonscription        | 1983     | 1987    | 1992    | 1997        | 2001        | 2005      | 2010          | 12            | 2015          | 2017          |
| ---------------------- | -------- | ------- | ------- | ----------- | ----------- | --------- | ------------- | ------------- | ------------- | ------------- |
| Corby                  | Powell   | Powell  | Powell  | Hope        | Hope        | Hope      | Mensch        | Sawford       | Pursglove     | Pursglove     |
| Northampton North      | Marlow   | Marlow  | Marlow  | Keeble      | Keeble      | Keeble    | Ellis         | Ellis         | Ellis         | Ellis         |
| Kettering              | Freeman  | Freeman | Freeman | Sawford     | Sawford     | Hollobone | Hollobone     | Hollobone     | Hollobone     | Hollobone     |
| Northampton South      | Morris   | Morris  | Morris  | Clarke      | Clarke      | Binley    | Binley        | Binley        | Mackintosh    | Lewer         |
| Wellingborough         | Fry      | Fry     | Fry     | Stinchcombe | Stinchcombe | Bone      | Bone          | Bone          | Bone          | Bone          |
| Daventry               | Prentice | Boswell | Boswell | Boswell     | Boswell     | Boswell   | Heaton-Harris | Heaton-Harris | Heaton-Harris | Heaton-Harris |
| South Northamptonshire |          |         |         |             |             |           | Leadsom       | Leadsom       | Leadsom       | Leadsom       |